# Фуа (графство)
Графство Фуа (фр. Comté de Foix) — средневековое графство, существовавшее на юге Франции, в Лангедоке, около Пиренеев. Его территория располагалась на землях современного французского департамента Арьеж. Административным центром графства был город Фуа. Графство образовалось около 1012 года, выделившись из графства Каркассон. В 1607 году графство Фуа было официально присоединено к домену короля Франции.

## История
Во времена Римской империи территория будущего графства входила в состав Civitas Conseranorum. В ходе распада Римской империи при императоре Гонории территория будущего графства вошла в состав владений, пожалованным вестготам, которые, получив статус федератов, основали в 418 году первое на территории Западной Римской империи варварское Тулузское королевство со столицей в Тулузе.
В 507 году король франков Хлодвиг разбил вестготского короля Алариха II в битве при Пуатье и присоединил аквитанские территории к Франкскому королевству. Позже эти земли оказались включены в состав Аквитанского королевства. В ходе распада империи Карла Великого территория будущего графства оказалась подчинена сначала графам Тулузы, а затем — графам Каркассона.
В середине X века Фуа перешло под управление графов Комменжа. При разделе владений Роже I Старого между сыновьями Фуа получил Бернар Роже де Фуа, который традиционно считается первым графом Фуа. В акте дарения аббатству Сент-Илер, датированном апрелем 1011 года, Бернар Роже упомянут с титулом графа. Однако неизвестно, относится ли этот титул к Фуа, или он относится к графству Кузеран, которое также находилось во владении Бернара Роже.

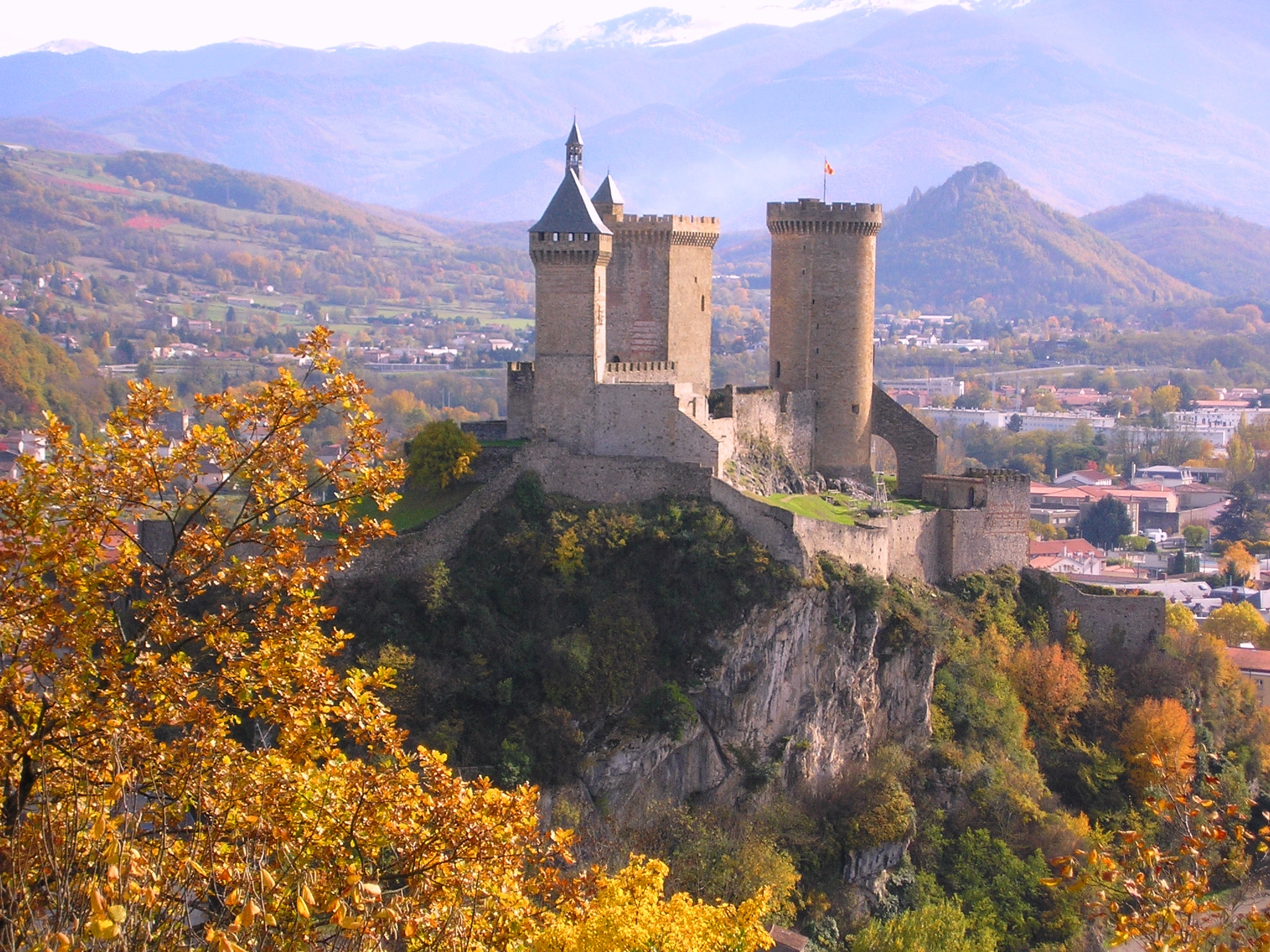
Замок Фуа.

Резиденцией Бернара Роже был замок Фуа, в котором он построил квадратную башню, символ своей власти. Бернар Роже также способствовал основанию у подножья замка города Фуа. Он прожил больше 72 лет (очень почтенный возраст для того времени). Согласно его завещанию, владения были разделены между тремя старшими сыновьями. Фуа получил второй сын, Роже I. Он умер бездетным около 1064 года, после чего Фуа перешло к третьему из сыновей Бернара I Роже, Пьеру Бернару (ум. 1071), первоначально после смерти отца получившему Кузеран.
Первые графы Фуа были вассалами графов Тулузы. Потомки Пьера Бернара постепенно увеличивали свои владения благодаря удачным бракам.
Граф Раймунд Роже (ум. 1223) в составе армии Филиппа II Августа участвовал в Третьем крестовом походе и отличился при взятии Акры. Вернувшись во Францию, он вступил в тесный союз со своим сюзереном, графом Тулузским Раймундом VI. Позже Раймон Роже играл видную роль во время альбигойской войны. Его мать и сестра открыто сочувствовали альбигойцам и потому в 1209 году Симон де Монфор вторгся в его владения. Борьба велась сначала с переменным успехом, но затем Раймон Роже оказался побеждён и в 1214 году был вынужден был примириться с церковью. Он явился на Четвёртый Латеранский собор и получил свои земли обратно, однако Симон де Монфор отказался вернуть свои завоевания. Война возобновилась и Раймон Роже умер во время осады крепости Мирпуа.
Наследник Раймона Роже, Роже Бернар II Великий (ум. 1241), благодаря первому браку, получил виконтство Кастельбо в Каталонии. Он, как и его отец, поддерживал альбигойцев. Ещё при жизни отца Раймон Роже принимал деятельное участие в борьбе с крестоносцами. Вступив на престол, он заключил союз с Раймундом VII Тулузским против Амори де Монфора. В 1226 году против Раймунда VII и Роже Бернара двинулся французский король Людовик VIII. Раймунд VII купил мир на унизительных условиях, а Роже Бернар был отлучён от церкви и лишён своих владений, но вскоре ему удалось вернуть свои земли. Его же сын, Роже IV, твёрдый сторонник католицизма, в 1243 году сменил сюзерена, присягнув непосредственно королю Франции Людовику IX. Он также попытался расширить свои владения на юг, однако натолкнулся на сопротивление епископа Урхеля, сюзерена над долиной Андорры, на которую графы Фуа смогли претендовать благодаря присоединению Кастельбо. Этот спор был решён только сыном Роже IV, Роже Бернаром III, который заключил 8 сентября 1278 года с епископом Урхеля Пере д’Урчем договор, по которому было создано княжество Андорра под совместным управлением графа де Фуа и епископа Урхеля.
26 апреля 1290 года умер тесть Роже Бернара, Гастон VII де Монсада, виконт де Беарн. Согласно его завещанию от 21 апреля, все владения должна была унаследовать его старшая дочь Констанция, графиня де Бигорр и виконтесса де Марсан. Однако бездетная Констанция завещала Беарн младшей сестре Маргарите, жене Роже Бернара. Воспользовавшись этим, Роже Бернар захватил Беарн, что вызвало жалобу епископа Лескара, однако король Франции, нуждавшийся в помощи графа де Фуа в борьбе против англичан, не стал препятствовать Роже Бернару, ограничившись конфискацией замков Лордат и Монреаль. Права на Беарн у Роже Бернара оспорил граф Бернар VI д'Арманьяк, сын Маты де Беарн, младшей сестры Маргариты. В 1293 году дело дошло до судебного поединка в Жизоре, предотвращённого лишь личным вмешательством короля. Этот конфликт в итоге перерос в настоящую войну, которая, то утихая из-за малолетства глав обоих домов, то разгораясь вновь, продолжалась практически весь XIV век — 89 лет.

Герб объединённого графства Фуа-Беарн

Сын и наследник Роже Бернара, Гастон I де Фуа, провёл практически всю свою жизнь в многочисленных военных конфликтах. При нём графы Фуа начали активно участвовать в событиях за пределами Гаскони. При нём же к Фуа окончательно оказались присоединены Беарн и Габардан. Он же присоединил виконтство Марсан. Чувствуя приближение смерти, Гастон составил завещание. По нему старший сын, Гастон II, получал большую часть отцовских владений, включая Фуа, Беарн, Габардан и Марсан. Второй сын, Роже Бернар, получал большую часть владений в Каталонии, включая виконтства Кастельбон и Сердань, а также сеньории Монкада и Кастельвьель.
При правлении сына Гастона II, Гастона III Феба, его владения превратились в один из наиболее влиятельных и могущественных доменов Франции. Двор в Ортезе, ставшего столицей владений Гастона Феба, был широко известен своей роскошью. Сам Гастон обладал очень хорошим художественным и литературным вкусом. В 1377 году Гастон заключил перемирие с Жаном II, графом д’Арманьяк, которым закончилась многолетняя вражда между двумя родами из-за Беарнского наследства.
В 1381 году Гастон заподозрил своего единственного сына, Гастона, в заговоре против себя, в результате чего тот был брошен в темницу, где и умер. Умер Гастон в 1391 году. Поскольку он не оставил прямых наследников, он завещал свои владения королю Франции, который передал их представителю ветви Фуа-Кастельбон — Матье де Фуа, виконту де Кастельбон. Он не оставил детей, поэтому после его смерти владения перешли к сестре, Изабелле де Фуа, и её мужу, Аршамбо де Грайи, ставших родоначальниками рода Фуа-Грайи.
Граф Гастон IV был одним из сторонников короля Франции Карла VII в Столетней войне. Он участвовал в отвоевывании Гиени у англичан. В августе 1458 году король в знак признания заслуг Гастона сделал его пэром Франции. 3 декабря 1455 года король Наварры Хуан II назначил свою дочь Элеонору, жену Гастона IV, наследницей Наварры, лишив наследства своего сына, Карла, принца Вианского. Для помощи тестю против Карла Вианского Гастон отправился в Нижнюю Наварру, где попытался захватить восставшего против отца принца. Позже Хуан назначил Гастона генерал-лейтенантом Наварры.
Сын Гастона IV, Гастон, принц Вианский, умер раньше отца. Поэтому посл смерти Гастона IV в 1472 году все его владения унаследовал пятилетний внук Франциск Феб, регентом при котором стала его мать Мадлен, сестра короля Франции Людовика XI. В 1479 году, после смерти бабки, Элеоноры Арагонской, Франциск Феб по её завещанию унаследовал Наварру (также под регентством матери). В качестве короля его поддержали представители знатного рода Аграмонтов, однако нашлись и противники в лице рода Бомонтов, которые были сторонниками короля Арагона Фердинанда II, чтобы предотвратить возможное французское вмешательство. Все попытки Мадлен помирить противоборствующие партии были безуспешны.

Герб королей Наварры из династии д’Альбре

В 1483 году Франсуа был отравлен. Его владения унаследовала сестра, Екатерина де Фуа, которую выдали замуж за Жана III д’Альбре. Жан почти всё время своего правления провёл в войнах; коронации в Памплоне ему удалось добиться лишь в 1494 году. Заподозрив его во враждебных Испании сношениях с Францией, король Арагона Фердинанд II Католик захватил в 1512 году большую часть Наварры. Несмотря на помощь французской армии, Жану так и не удалось вернуть потерянное. В итоге в составе его владений осталась только Нижняя Наварра. Он умер в 1516 году. Ему наследовал сын Генрих II, который к многочисленным владениям графов Фуа в 1521 году унаследовал также и владения дома Альбре. Его попытки вернуть Наварру были безуспешными.
Генрих продолжил политику отца по сближению с Французским королевством. В 1527 году он женился на Маргарите, сестре короля Франции Франциска I. Она принесла Генриху в качестве приданого графство Арманьяк. Позже двор Маргариты в городе Нерак стал одним из центров литературы, науки и искусства Западной Европы.
В 1548 году Генрих выдал свою единственную дочь и наследницу, Жанну д’Альбре, замуж за герцога Антуана де Бурбона. Во время Религиозных войн она была одним из лидеров кальвинистов. В 1567 году она была осаждена католиками в Ла-Рошели. В этих условиях Жанна была вынуждена дать согласие на брак своего сына Генриха с Маргаритой де Валуа, сестрой короля Карла IX. После прибытия на свадебные торжества в Париж, Жанна умерла, после чего наследником всех её владений стал Генрих, унаследовавший после смерти отца в 1562 владения Бурбонов.
Генрих Наваррский в 1589 году стал королём Франции. В 1607 году графство Фуа в составе других личных владений Генриха было включено в состав домена короля Франции.